# Martin Ydo

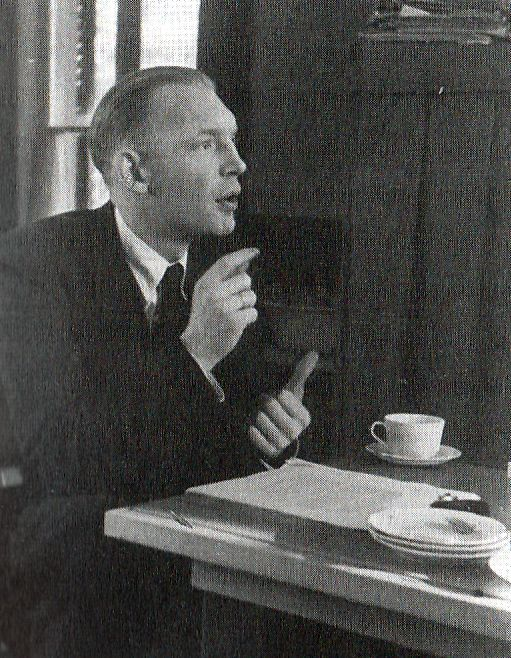
Martinus Gerardus Ydo

Martinus Gerardus (Tinus) Ydo (Dordrecht, 1 augustus 1913 - 22 maart 1981) was een Nederlands ingenieur en organisatieadviseur. Hij was de eerste bekende vertegenwoordiger van de Human relations-beweging in Nederland.

## Levensloop
Na de HBS studeerde Ydo in 1936 af aan de Technische Hogeschool Delft in Werktuigbouwkunde bij Peter Landberg. Elf jaar later, op 30 juni 1947, promoveerde hij in Delft onder Jan Goudriaan op het proefschrift "Plezier in het werk".
Na zijn studie vervulde hij zijn militaire dienst bij de Artillerie-Inrichting tussen Zaandam en Amsterdam. Hij begon bij de productievoorbereiding, waar hij werkte aan de opzet van de massaproductie van handgranaten. Na enige maanden werd hij bevorderd tot chef van een werkplaats met 300 man personeel. In 1937 trad hij in dienst bij het organisatie-adviesbureau Louwerse, waar hij het vak van organisatieadviseur leerde. Zijn eerste opdrachten voor het bureau waren bij de machinefabrikant Stork in Hengelo en Haarlem op het gebied van arbeidsanalyse. In 1942 begon hij zijn eigen organisatieadviesbureau, waarbij hij in eerste instantie nog samenwerkte met het Nederlands Instituut voor Praeventieve Geneeskunde. Na de Tweede Wereldoorlog groeide het bureau onder de naam Dr.Ir.M.G. Ydo Adviesbureau voor Bedrijfsorganisatie uit tot een middelgroot bureau, met 14 man in 1949 en 40 man in 1956. Enkele medewerkers waren Wim Monhemius, die in z'n studie stage liep, en Jaap van der Poll. In 1972 trad Ydo terug als adviseur, maar tot 1979 bleef hij wel als commissaris aan het bureau verbonden.

## Werk
Ydo werkte op het raakvlak tussen techniek en sociale wetenschap. De centrale problematiek, waar hij vanaf het begin van zijn werk als organisatieadviseur mee te maken kreeg, was de vraag "hoe de arbeider rationeler, efficiënter te doen werken en tegelijkertijd zijn plezier in het werk te vergroten". In zijn diensttijd bij de Artillerie-Inrichting was hij reeds "geconfronteerd met hoe verschillende mensen op andere wijze plezier beleefden aan werkzaamheden. Het viel hem op dat sommige van zijn collega's saai werk als plezierig ervoeren, iets wat hij niet had verwacht. Hij besefte dat hij om arbeiders te doorgronden, zich moest verplaatsen in hun denkwereld".
Op aanraden van de Delftse hoogleraar bedrijfsleer Jan Goudriaan begon hij een promotieonderzoek op dit gebied, dat volgens Goudriaan in de toekomst van groot belang zou blijken. Omdat hij bij het Bureau van Louwerse, naar eigen zeggen, weinig weerklank kreeg over zijn ervaringen en ideeën, begon hij zijn eigen bureau. Als belangrijkste taak van dit bureau zag hij, het brengen van inzichten in de synthese tussen arbeidsvreugde en arbeidsprestatie.

## Publicaties
- 1947. Plezier in het werk : een statistisch vergelijkend onderzoek naar de mate van plezier in het werk bij het personeel van enige middelgrote, particuliere, industriële bedrijven in ons land. proefschrift Technische Hogeschool. Stenfert Kroese
- 1953. Gisteren, vandaag, morgen, aspecten van de ontwikkeling van het bedrijfsleven.
- 1955. Taylor : over het karakter van chefs en ondergeschikten. Samsom
- 1963. Het personeelsbeleid. Stenfert Kroese.
- 1965. Prestatie en beloning in een nieuw licht. Samsom.
- 1978. Dr Ir M. G. Ydo vijfenzestig jaar. Met O. Langelaar (rea.). Organisatie-Adviesbureau Ydo.